# Loi portant réforme de l'hôpital et relative aux patients, à la santé et aux territoires
Lire en ligne

Texte sur Légifrance

La loi portant réforme de l'hôpital et relative aux patients, à la santé et aux territoires, plus connue sous l'expression « Hôpital, patients, santé et territoire », abrégée en HPST et dite aussi loi Bachelot, est une loi française promulguée le 21 juillet 2009. Elle a été préparée fin 2008 par la ministre de la Santé Roselyne Bachelot. 
Cette loi reprend en partie les propositions contenues dans le rapport remis par Gérard Larcher en avril 2008. 
Elle a également pour objectif de réformer en profondeur la régulation de la démographie médicale.
L'objectif de cette nouvelle réforme hospitalière est encore de ramener les hôpitaux publics à l'équilibre budgétaire en 2012 alors qu'ils affichent un déficit cumulé de 800 millions d'euros chaque année, après l'échec de la réforme de 2002.

## Genèse de la loi

### L'inspiration de la loi: le rapport Larcher
Le projet de loi constitue le prolongement du rapport sur la réforme hospitalière remis le 11 avril 2008 par Gérard Larcher au président Nicolas Sarkozy.
Ce rapport préconise plusieurs mesures dont :
- le regroupement des hôpitaux dans des communautés hospitalières de territoire (CHT). Ce regroupement serait encouragé par l'allocation prioritaire aux CHT des crédits d'investissement du plan Hôpital 2012. Dans ces CHT, les établissements de grande taille assureraient les soins de pointe, et les hôpitaux locaux de petite taille concentreraient leurs activités dans les soins de suite et la gériatrie. 300 CHT seraient ainsi créés, regroupant le millier d'établissements hospitaliers actuels.

- une gouvernance renforcée exercée par un directeur d'hôpital aux pouvoirs étendus. Le conseil d'administration des établissements hospitaliers serait transformé en conseil de surveillance et le président du conseil de surveillance du CHT ne serait plus systématiquement le maire de la commune.

- une évolution du statut des 40 000 praticiens hospitaliers (PH), qui obtiendraient une rémunération supplémentaire en fonction de leur activité.

- une incitation pour les cliniques privées à participer aux missions de service public (permanence des soins, accueil des démunis).

### Examen et adoption de la loi
En commission, les députés ont proposé de créer des bourses d'environ 1 200 euros par mois pour les étudiants qui s'engageraient à exercer dans ces zones où manquent des médecins. Pendant le débat en séance, certains députés UMP et de l'opposition ont prôné des mesures plus coercitives. Les médecins défendent leur liberté d'installation.
La loi a été adoptée définitivement le 24 juin 2009. Elle a fait l'objet d'une censure partielle par le Conseil constitutionnel qui a déclaré contraires à la constitution plusieurs dispositions à caractère expérimental, au motif que le législateur n'avait pas fixé de délai ni précisé les modalités d'évaluation. Une disposition tendant à changer le nom de l'École nationale supérieure de sécurité sociale a également été déclarée anticonstitutionnelle pour n'avoir pas été adoptée selon une procédure régulière. La loi a été promulguée le 21 juillet et publiée au Journal officiel de la République française le 22.
Un an après la promulgation de la loi HPST, tous les textes d'application sont rédigés. Ce sont près de 140 textes, dont huit ordonnances, qui ont été pris. Tous les autres sont rédigés et sont soit en cours de publication, soit en examen au Conseil d'État.

## Les mesures de la loi HPST
Les principales mesures de la loi sont les suivantes : 

### Une organisation régionale de la santé
Des Agences régionales de santé (ARS) vont regrouper sept structures complémentaires, dont les Agences régionales de l'hospitalisation (ARH), les ex-directions départementales des affaires sanitaires et sociales (DDASS), les ex-directions régionales des affaires sanitaires et sociales (DRASS), les unions régionales des caisses d'assurance-maladie (URCAM) et une partie de l'activité des caisses régionales d'assurance maladie (CRAM). Les ARS sont appelées à coordonner les hôpitaux, la médecine de ville (généralistes et spécialistes) et le secteur médico-social (maisons de retraite, ESAT...).

### Gouvernance des hôpitaux
Le texte prévoit une nouvelle gouvernance des hôpitaux (conseil de surveillance, directoire, contrats pluriannuels d'objectifs et de moyens). Il veut faciliter des « coopérations » de l'hôpital public avec le secteur privé (cliniques...).
L'objectif affiché est de débloquer la vie de l'hôpital, qui était figée, selon certains, par la recherche du consensus ou l'équilibre des lobbies internes. Nicolas Sarkozy estimait ainsi que l'hôpital « n'est plus gouverné parce que, dans l'hôpital aujourd'hui, chacun a suffisamment de pouvoir pour dire non, et personne n'a de pouvoir pour dire oui ». Il souhaite donc mettre « un seul patron à l'hôpital ».

### Accès aux soins
La loi HPST entend lutter contre l'inégalité des patients en matière d'accès aux soins. Face à l'inégale répartition des professionnels de santé sur le territoire, la loi veut tenter de repeupler les déserts médicaux tout en respectant le principe de la liberté d'installation des professionnels libéraux. Des sanctions, notamment financières, sont annoncées à l'encontre des médecins et dentistes qui refusent des patients titulaires de la couverture maladie universelle (CMU) ou l'aide médicale d'État (AME, pour les étrangers sans papiers ni ressources).

### Prévention et santé publique
Le texte prévoit l'interdiction totale de vente d'alcool aux mineurs. Il limite en outre la vente d'alcool dans les stations-services (interdiction de vendre des boissons alcoolisées réfrigérées, et interdiction de toute vente la nuit). 
Le texte facilite l'accès à la contraception, en prévoyant notamment la possibilité pour le pharmacien de délivrer des contraceptifs oraux au-delà de la période de validité de l'ordonnance.
En ce sens, il élargit également les compétences des sages-femmes, professionnels médicaux jusque-là spécialistes de la grossesse et de la naissance, au suivi gynécologique et à la prescription de tous les moyens de contraception aux femmes en bonne santé. Cette extension de compétences doit permettre un accès facilité aux femmes à des soins de prévention en matière d'affections gynécologiques et de maîtrise de la fécondité.
Par ailleurs, l'art. 115 prévoit la possibilité, pour le gouvernement, de fusionner par ordonnance l'Agence française de sécurité sanitaire des aliments (Afssa) et l'Agence française de sécurité sanitaire de l'environnement et du travail (Afsset), ce qui a été fait en janvier 2010 avec la création de l'Agence nationale chargée de la sécurité sanitaire de l'alimentation, de l'environnement et du travail.

### Ordres professionnels
La loi réforme également les ordres professionnels des professions de santé en substituant un renouvellement par moitié au renouvellement par tiers qui était la règle précédemment.

### Intégration du nouveau cadre d’ESPIC pour les ex-PSPH
En 2010, la promulgation du décret du 20 mai relatifs aux Établissements de santé privés d'intérêt collectif (ESPIC) rétablit "l'identité privée non lucrative" dans le code de la Santé publique. Ce décret fut salué par la Fédération des établissements hospitaliers et d'aide à la personne privés non lucratifs (FEHAP).
Ce décret permet à des organismes sans but lucratif gérant des établissements de santé et n'étant pas PSPH auparavant de "s'identifier également comme ESPIC auprès de leur Agence régionale de santé (ARS)". Une disposition qui concerne nombre de ses adhérents comme les établissements d'Hospitalisation à domicile (HAD), exerçant l'activité de dialyse ou encore de soins de suite et de réadaptation (SSR), souligne-t-elle. De fait, le statut d'ESPIC concerne 700 établissements privés non lucratifs.
Les personnes morales gestionnaires des ESPIC doivent élaborer un projet institutionnel, d'une durée de cinq ans et révisable à tout moment. La Fehap œuvre donc pour que les codes de la Santé publique et de l'Action sociale et des Familles "soient aussi articulés du point de vue des personnes morales privées non lucratives, gestionnaires à la fois d'activité sanitaires et médico-sociales qui pourront rassembler leur projet en matière de santé et d'autonomie dans un même document de référence".
Le décret présente l'intérêt de structurer l'association des usagers et de leurs associations représentatives dans la conception, la mise en œuvre et l'évaluation des politiques définies par le projet institutionnel.

## Critiques

### Vers un «hôpital entreprise»
Un premier axe de critique concerne le mode de direction de l'hôpital. Selon la loi, le directeur d’hôpital définit la politique médicale (sur avis consultatif de la commission médicale d'établissement), nomme et licencie y compris les médecins, chefs de pôle et de service. Le directeur est contrôlé par le directoire, le conseil de surveillance et l'Agence régionale de santé (ARS).
Parmi les critiques, le sociologue Frédéric Pierru (spécialiste des politiques de santé au CNRS) pointe « la chaîne de pouvoir qui va du ministère de la Santé jusqu'au directeur d'hôpital, en passant par le directeur des agences régionales de santé, établie pour contourner les intérêts locaux et médicaux ». Une première critique est donc le pouvoir politique vertical. À l'inverse, le pouvoir local du maire sur l'hôpital de sa ville mise en place est ainsi réduit. De même, les médecins sentent une réduction de leur pouvoir dans l'hôpital, n'ayant qu'un avis consultatif au sein de la commission médicale d'établissement. C'est l'un des éléments qui fait craindre à certains que la logique économique passe avant la logique médicale. Le professeur Bernard Debré (hôpital Cochin, député UMP de Paris) explique ainsi en avril 2009 que « Nous sommes en révolte parce que nous croyons que le pouvoir qu'ont les médecins de proposer un projet médical pour l'hôpital ne leur appartiendra pas : ce sera le directeur qui l'aura, avec une vision uniquement comptable. ».
La loi prévoit également que le directeur d’hôpital ne soit plus systématiquement issu de l'École des hautes études en santé publique, mais pourra être recruté sur CV, venant du secteur privé. Les critiques craignent que cela n'ouvre la voie à des « directeurs mercenaires », uniquement là pour rééquilibrer les comptes, sans sensibilité et souci médical.
Globalement, les adversaires de la loi dénoncent la logique d'« hôpital entreprise » contenue dans cette réforme.
En 2017, face aux restructurations autoritaires et aux guerres de pouvoir au sein des hôpitaux, la loi est de nouveau dénoncée par rapport à l'accroissement du nombre de suicides au sein du personnel hospitalier qu'elle aurait engendré.

### Sur les suppressions d'emplois
La critique est également financière alors que des suppressions d'emplois sont prévues parallèlement. En prévision de ce nouveau plan d'économie, les présidents de Comités consultatifs médicaux (CCM) des hôpitaux de l'Assistance publique-Hôpitaux de Paris ont adressé, le 5 novembre 2008, à la ministre de la Santé une lettre ouverte intitulée Sauver l'hôpital public. Ils y dénonçaient des « restrictions budgétaires sans objectifs médicaux ni de santé publique clairement identifiés » et les « économies à très court terme et à tout prix », jugeant que la « qualité » et l’« accès aux soins pour tous » allaient « pâtir » de cette réduction des dépenses.

### Publicité à destination des enfants et épidémie d'obésité
Une poignée de députés avaient déposé un amendement visant à interdire la publicité pour des aliments trop gras ou trop sucrés dans les programmes pour enfants à la télévision, pour juguler l'épidémie d'obésité qui sévit en France, à l'instar d'autres pays européens comme la Suède ou le Royaume-Uni. L’amendement fut rejeté.